# ان‌جی‌سی ۶۷۶۰
ان‌جی‌سی ۶۷۶۰ (انگلیسی: NGC 6760) یک خوشه کروی در صورت فلکی عقاب است.